# Callionymus megastomus
Callionymus megastomus är en fiskart som beskrevs av Hans W. Fricke 1982. Callionymus megastomus ingår i släktet Callionymus och familjen sjökocksfiskar. Inga underarter finns listade.